# الفيل يا ملك الزمان (مسرحية)
مسرحية الفيل يا ملك الزمان مسرحية للكاتب السوري سعد الله ونوس وللمخرج علاء الدين كوكش

## القصة
تحكي قصة ملك ظالم له فيل مزعج ضار يرمز للقوة والبطش والجبروت يشكو منه الناس ويولولون ولا يجرؤ أحد منهم على الشكوى. وبعد ذلك يأتي شخص اسمه زكريا يشجعهم على الشكوى فيتحفزون ويتدربون على ما سيقومون به وبعد ذهابهم إلى الملك ووصولهم إليه عبر الزينات والبهارج يتغير موقفهم ويسيطر الخوف عليهم من جديد فيقولون للملك الفيل يا ملك الزمان ويكررونها. وعندما يسألهم ما شأنه لا يجرؤون على الشكوى وإنما يقولون أنهم جاؤوا يقترحون تزويجه. وافق  الملك على فكرة رعيته وأمر فرماناته باحضار فيلة وأمر بمكافئة زكريا وتعيينه مرافقا دائما للفيل كما أمر بإقامة فرح عام ليلة العرس.
ملاحظه :الكاتب ترك المسرحيه بدون نهايه

## من حوار المسرحية
يتصدى زكريا للوضع فيحض مجموعة من الرجال على الشكوى :
صبرنا على الفقر والضرائب والاوبئة والمظالم وأعمال السخرة فإلى متى؟
وعندما يسأله الرجال ما ينبغي فعله يجيبهم : نشكو أمرنا للملك ونرجو أن يرد أذى الفيل عنا ربما الملك لا يعرف ما يفعله فيله
يتفق الرجال على أن يشكو أمرهم للملك فيبدأ زكريا بتدريبهم على النظام وعلى أن تكون كلمتهم واحدة وصوتهم واحد فيبدأ هو الكلام قائلا
- الفيل يا ملك الزمان
ويكملون وراءه :
قتل محمد بن فهد
-كسر النخيل
-هدم بيت إبراهيم
-يقتل الخراف
-يدوس الدجاج
-يظهر الموت إذا بان
-جعل الرعية بلا أمان
وهكذا يظل زكريا يدربهم على المقابلة والكلام حتى اعتقد أنهم حفظوا أدوارهم عند ذلك يطلب مقابلة الملك ويأذن لهم الحرس بالدخول فتتلامح على وجوههم علامات الخوف والخشوع وكلما تقدموا خطوة زادت رهبتهم وارتباكهم أمام ما يرونه من نوافير كالخيال ورخام كاللؤلؤ وجدران تلمع كالنهار وسجاد تغوص به الاقدام وحراس وجوههم كالفولاذ والملك يتألق كالشهاب والجميع خافضو الرؤوس إلى حد الانحناء ثم لا يجرؤون على النهوض
-الملك : ماذا تريد الرعية من ملكها
-زكريا : الفيل يا ملك الزمان
-الملك : وما خبر الفيل
-زكريا : الفيل يا ملك الزمان
-الملك : كاد صبري ينفذ تكلم ما خطب الفيل
-زكريا متلفتا حول الناس فاذا هم صم بكم لا ينطقون رهبة ورعبا وكان عليه أن ينقذ رأسه من القطع فتدارك نفسه قائلا:
الفيل بحاجة لفيلة تخفف وحدته وتنجب عشرات بل مئات الفيلة
-الملك (مقهقها) : كنت أقول دائما اني محظوظ برعيتي
مسرحية رائعة قدمت وجسدت احداثها على المسرح في سوريا والكويت وأكثر من بلد عربي.

### عروض وترجمات
عرضت في كل الدول العربية، وترجمت إلى البولونية.